# 即墨路
即墨路是中华人民共和国山东省青岛市市北区的一条东西向道路，也是全市最早建成的一批道路之一。道路西起中山路北京路路口，与潍县路、博山路、易州路、芝罘路交汇，东至济宁路。
道路始建于德国占领时期的1899年至1900年间，定名为即墨街 （德語：Tsimostraße），第一次日占时期改名为即墨町。1923年改现名。1980年至1997年，即墨路小商品市场曾在此开设。
Template:青岛老街